# 张红文
张红文（1975年4月—），男，汉族，陕西澄城人，中华人民共和国政治人物、军工科学家。其毕业于北京航空航天大学，且拥有博士研究生学历。曾任中共安徽省委常委、中共合肥市委书记。

## 生平

### 学业
1992年，张红文进入北京航空航天大学宇航学院学习，相继取得该校学士、硕士、博士学位。

### 航天系统
张红文先后担任中国航天科工集团第三研究院三部一室设计员、副主任、十一室党支部书记、副主任、主任，三部副主任、主任、党委副书记，中国航天科工集团第三研究院副院长、党委委员、总研究师、科技工程中心主任，中国航天科工集团第三研究院院长、党委副书记等职。2018年当选为，第十三届全国政协委员。2019年9月任中国航天科工集团副总经理、党组成员。 

### 安徽省
2020年9月，张红文转战地方，任安徽省人民政府副省长、省政府党组成员。
2021年11月任中共安徽省委常委、省人民政府副省长、省政府党组成员。
2024年3月转任中共合肥市委书记。
2025年3月14日，不再担任中共安徽省委常委、合肥市委書記职务。

## 人物事件

### 从公开场合消失多天
据台湾《联合报》报道。截至2025年1月4日，张红文自2024年12月10日公开主持召开中共合肥市委常委会议以来，已经“神隱”长达25天之久，其在此期间已经连续缺席了7次重要会议。《联合报》还援引港媒消息称，张红文或已成为近期又一位出事的中共“航天系”高官。